# Менкенасан, Бадмин
Бадми́н Менкенаса́н (Менкенасу́н) (калм. Бадмин Мөңкнасн, 1879 г., Яндыко-Мочажный улус (ныне Лаганский район, Калмыкия), Астраханская губерния, Российская империя — 1944 г., Устрём, Берёзовский район, Тюменская область (сегодня — Ханты-Мансийский автономный округ — Югра)) — калмыцкий рапсод, сказитель калмыцкого эпоса «Джангар», джангарчи. Отец первой калмыцкой писательницы Боси Сангаджиевой.

## Биография
Бадмин Менкенасан родился в Яндыко-Мочажном улусе в 1879 году в бедной семье. Исполнять песни «Джангара» стал с 12-летнего возраста. Был знаком с джангарчи Мукебюном Басанговым, от которого пополнял свой репертуар.
В 1920 году принял участие в работе исторического I Калмыцкого съезда Советов, который проходил в посёлке Чилгир (ныне посёлок Лиманный Яшкульского района).
С 1943 года, после высылки калмыцкого народа в Сибирь, Бадмин Менкенасан проживал в посёлке Устрём Тюменской области, где скончался в 1944 году.

## Творчество
Бадмин Менкенасан принадлежал к канонической школе джангарчи, которая следовала сохранению и передаче заученных наизусть песен в неизменённом виде, полученных от предшественников.
Бадмин Менкенасан был учителем джангарчи Телти Лиджиева, который усвоил от него две крупные песни эпоса «Джангар» — «О Шара-Гюргю» и «О поражении свирепого хана мансагов Хара-Киняса».
В 1939 году калмыцкий писатель Басанг Дорджиев записал из уст Бадмина Менкенасана большое количество песенного материала, который был опубликован в 1940 году в виде трёх фольклорных песен «Рождение тонкого луча», «Шар — Шилинский монах» и «Песня о гнедом коне» в сборнике «Хальмг фольклор».

## Источник
- История калмыцкой литературы // Дооктябрьский период. — Элиста: Калмыцкое книжное издательство, 1981. — Т. 1. — С. 165.
- Н. Ц. Биткеев. Джангарчи. — Элиста, 2001 г. — стр. 125—129
- Сангаджиева Н. Джангарчи. — Элиста, Калмыцкое книжное издательство, 1990. — стр. 53—58. — ISBN 5-7539-0158-1